# Benjamin Angoua
Benjamin Angoua Brou (ur. 23 stycznia 1986 w Anyamie) – iworyjski piłkarz grający na pozycji środkowego obrońcy.

## Kariera klubowa
Karierę piłkarską Angoua rozpoczął w klubie Toumodi FC, w którym trenował do 2004 roku. Następnie w 2005 roku odszedł do Africa Sports Abidżan i zadebiutował w jego barwach w pierwszej lidze Wybrzeża Kości Słoniowej. W zespole Africa Sports spędził dwa sezony.
Na początku 2006 roku Angoua został piłkarzem węgierskiego klubu Budapest Honvéd FC. W pierwszej lidze węgierskiej zadebiutował 15 kwietnia 2006 roku w wygranym 3:2 domowym spotkaniu z Győri ETO FC. W 2007 roku osiągnął pierwszy sukces z Honvédem, gdy zdobył Puchar Węgier (2:2, k. 3:1 w finale z Debreczynem VSC). W 2009 roku ponownie sięgnął po krajowy puchar - Honvéd tym razem wygrał w finałowym dwumeczu z Győri ETO FC (1:0, 0:0).
W 2010 roku Angoua przeszedł do Valenciennes FC, a w 2014 roku został zawodnikiem En Avant Guingamp.
| Sezon   | Klub                  | Kraj                     | Rozgrywki   | Mecze | Bramki | Rozgrywki Europy | Mecze | Bramki |
| ------- | --------------------- | ------------------------ | ----------- | ----- | ------ | ---------------- | ----- | ------ |
| 2004    | Africa Sports Abidżan | Wybrzeże Kości Słoniowej | Ligue 1 MTN | ?     | ?      | -                | -     | -      |
| 2005    | Africa Sports Abidżan | Wybrzeże Kości Słoniowej | Ligue 1 MTN | ?     | ?      | -                | -     | -      |
| 2005/06 | Budapest Honvéd FC    | Węgry                    | NB I.       | 5     | 0      | -                | -     | -      |
| 2006/07 | Budapest Honvéd FC    | Węgry                    | NB I.       | 23    | 0      | -                | -     | -      |
| 2007/08 | Budapest Honvéd FC    | Węgry                    | NB I.       | 22    | 1      | -                | -     | -      |
| 2008/09 | Budapest Honvéd FC    | Węgry                    | NB I.       | 14    | 0      | -                | -     | -      |
| 2009/10 | Budapest Honvéd FC    | Węgry                    | NB I.       | 13    | 0      | -                | -     | -      |
| 2009/10 | Valenciennes FC       | Francja                  | Ligue 1     | 15    | 1      | -                | -     | -      |
| 2010/11 | Valenciennes FC       | Francja                  | Ligue 1     | 31    | 1      | -                | -     | -      |
| 2011/12 | Valenciennes FC       | Francja                  | Ligue 1     | 20    | 0      | -                | -     | -      |
| 2012/13 | Valenciennes FC       | Francja                  | Ligue 1     | 24    | 0      | -                | -     | -      |
| 2013/14 | Valenciennes FC       | Francja                  | Ligue 1     | 16    | 1      | -                | -     | -      |
| 2014/15 | En Avant Guingamp     | Francja                  | Ligue 1     | 10    | 0      | Liga Europy UEFA | 4     | 0      |

Stan na: 14 grudzień 2014 r.

## Kariera reprezentacyjna
W reprezentacji Wybrzeża Kości Słoniowej Angoua zadebiutował 19 listopada 2008 w zremisowanym 2:2 towarzyskim spotkaniu z Izraelem. W 2009 roku wywalczył z kadrą narodową awans na Mistrzostwa Świata w RPA, a w 2010 roku został powołany do kadry na Puchar Narodów Afryki 2010. Wcześniej w 2008 roku wziął udział w Letnich Igrzyskach Olimpijskich w Pekinie.